# Campeonato Mundial de Biatlón de 1974
El XIII Campeonato Mundial de Biatlón se celebró en Minsk (Unión Soviética) entre el 27 de febrero y el 1 de marzo de 1974 bajo la organización de la Unión Internacional de Biatlón (IBU) y la Federación Soviética de Biatlón. 

## Resultados

### Masculino
| Evento                     | Oro                                                                  | Plata                                                                        | Bronce                                                                  |
| -------------------------- | -------------------------------------------------------------------- | ---------------------------------------------------------------------------- | ----------------------------------------------------------------------- |
| 10 km velocidad (28.02)    | Juhani Suutarinen · Finlandia · 37:42,4                              | Günter Bartnik RDA 38:30,7                                                   | Torsten Wadman · Suecia · 38:44,0                                       |
| 20 km individual (27.02)   | Juhani Suutarinen · Finlandia · 1:12:04,7                            | Gheorghe Gârniță Rumania 1:13:28,9                                           | Tor Svendsberget · Noruega · 1:13:37,1                                  |
| Relevos 4 × 7,5 km (01.03) | URSS Alexandr Tijonov Alexandr Ushakov Nikolai Kruglov Yuri Kolmakov | Finlandia · Simo Halonen · Henrik Flöjt · Juhani Suutarinen · Heikki Ikola · | Noruega · Kjell Hovda · Kåre Hovda · Terje Hanssen · Tor Svendsberget · |

## Medallero
| Núm. | País      | Oro | Plata | Bronce | Total |
| ---- | --------- | --- | ----- | ------ | ----- |
| 1    | Finlandia | 2   | 1     | 0      | 3     |
| 2    | URSS      | 1   | 0     | 0      | 1     |
| 3    | RDA       | 0   | 1     | 0      | 1     |
| 3    | Rumania   | 0   | 1     | 0      | 1     |
| 5    | Noruega   | 0   | 0     | 2      | 2     |
| 6    | Suecia    | 0   | 0     | 1      | 1     |
|      | TOTAL     | 3   | 3     | 3      | 9     |